# Пеницилл Мичинского
Пеници́лл (пеници́ллий) Мичи́нского (лат. Penicíllium miczýnskii) — вид несовершенных грибов (телеоморфная стадия неизвестна), относящийся к роду Пеницилл (Penicillium).

## Описание
Колонии на агаре Чапека ограниченно растущие, в центральной части мозговидно складчатые, в остальной части — радиально складчатые, белые, бледно-жёлтые или зеленовато-жёлтые, слабо спороносящие. Спороношение в серо-зелёных тонах, иногда сконцентрировано в краевой зоне. Реверс ярко-жёлтый до жёлто-оранжевого, часто выделяется необильный жёлтый растворимый пигмент. Экссудат обильный, жёлтый. На CYA колонии достигают диаметра 2—3 см за 7 дней, бархатистые, с белым или светло-жёлтым мицелием. Спороношение обычно слабо выраженное, редко обильное. Экссудат отсутствует или необильный, иногда выделяется жёлтый растворимый пигмент. Реверс бежевый до бежево-коричневого, иногда жёлто-оранжевый. На агаре с солодовым экстрактом (MEA) спороношение разнообразной интенсивности.
На овсяном агаре (OA) образует светло-оранжевые до оранжево-коричневых склероции 125—250 мкм в диаметре, покрытые обильным экссудатом.
Конидиеносцы 200—400 мкм длиной, двухъярусные, с симметрично расположенными метулами, иногда с дополнительной веточкой, гладкостенные, 2,5—4 мкм толщиной. Метулы в мутовках по 3—6, часто неравные, 10—12 мкм длиной. Фиалиды фляговидные, 7—9 мкм длиной и 2—3 мкм толщиной. Конидии почти шаровидные до широкоэллипсоидальных, 2—3 × 2—2,5 мкм.

### Отличия от близких видов
Пеницилл Мичинского не растёт при 30 °C и выше. Образует ограниченно растущие колонии с оранжевыми склероциями. Диаметр колоний на CYAS меньше, чем на CYA.
Наиболее близкие виды — Penicillium neomiczynskii, Penicillium cairnsense, Penicillium aurantiacobrunneum (не отличается по ITS), Penicillium quebecense. От P. cairnsense и P. quebecense отличается более ограниченным ростом на большинстве сред, а также отсутствием красного растворимого пигмента на CYA. От P. neomiczynskii и P. aurantiacobrunneum отличается медленным ростом на CYAS (CYA с 5% NaCl). P. neomiczynskii был описан из почвы в Новой Зеландии. P. aurantiacobrunneum, по-видимому, распространён повсеместно: выделен из почвы в Чили и Новой Зеландии и из воздуха в Дании.

## Экология и значение
Повсеместно распространённый почвенный гриб, изредка выделяемый в качестве загрязнителя с самых разнообразных субстратов.
Продуцент цитреовиридина и циклопиазоновой кислоты.

## Таксономия
Назван по имени польского ботаника и генетика Казимежа Мичинского (1868—1918).
Penicillium miczynskii K.Zaleski, Bull. Int. Acad. Polon. Sci., Sér. B., Sci. Nat. 482 (1927).